# Projektmanagement-Vereinigung
Eine Projektmanagement-Vereinigung ist eine Institution, die Normierung und/oder Erfahrungsaustausch im Wissensbereich des Projektmanagements fördert.
Wichtige etablierte und international ausgerichtete Projektmanagement-Vereinigungen sind:
- die International Project Management Association (IPMA) mit ihren Ländervertretungen (u. a. GPM/Deutschland, spm/Schweiz, PMA/Österreich) als Herausgeber der IPMA Individual Competence Baseline
- das Project Management Institute (PMI) als Herausgeber des PMBOK Guide
- AXELOS als Herausgeber von PRINCE2